# UNESCO Goodwill Ambassador
Een UNESCO Goodwill Ambassador is een beroemd persoon die optreedt als voorspreker van de UNESCO. Het gaat hier niet om een diplomatiek ambassadeur maar om iemand die zijn talent of bekendheid gebruikt om de idealen van UNESCO te verspreiden, in het bijzonder met het aantrekken van media-aandacht.

## Lijst
De volgende lijst geeft de Goodwill Ambassadors weer met de activiteiten en projecten die ze ondersteunen.
| Naam                        | land                | sinds             | functie als ambassadeur |
| --------------------------- | ------------------- | ----------------- | --- |
| Ara Abramyan                | Rusland             | 15 juli 2003      | Dialoog tussen beschavingen |
| Valdas Adamkus              | Litouwen            | 29 september 2003 | Opzet van kennisgenootschappen |
| Mehriban Aliyeva            | Azerbeidzjan        | september 2004    | Bevordering en bescherming van immaterieel cultureel erfgoed, mondelinge tradities en uitingen |
| Alicia Alonso               | Cuba                | juni 2002         | Bevordering van ballet |
| Ivonne A-Baki               | Ecuador             | 15 februari 2010  | Versterken van de dialoog tussen culturen |
| Patrick Baudry              | Frankrijk           | september 1999    | Scholing van jonge mensen door seminars, wetenschappelijke conferenties en fieldprojecten |
| Pierre Bergé                | Frankrijk           | 1993              | Campagne tegen hiv/aids, mensenrechten, cultureel erfgoed |
| Chantal Biya                | Kameroen            | 14 november 2008  | Scholing en sociale opneming |
| Montserrat Caballé          | Spanje              | 1994              | Fondsenwerving voor kinderen in nood en oorlogsslachtoffers |
| Pierre Cardin               | Frankrijk           | 1991              | Bevordering van het Tsjernobyl Programma, ontwikkeling van de Zes Vlaggen van Tolerantie in 1995 en verspreiding in lidstaten van de UNESCO |
| Claudia Cardinale           | Italië              | maart 2000        | Bevordering van vrouwenrechten |
| Caroline van Monaco         | Monaco              | december 2003     | Bescherming van kinderen en gezinnen, empowerment van vrouwen en meisjes in Afrika |
| Esther Coopersmith          | Verenigde Staten    | 8 september 2009  | Interculturele dialoog |
| Cheick Modibo Diarra        | Mali                | 1998              | Bevordering van onderwijs, in het bijzonder in wetenschap, duurzame ontwikkeling in Afrika |
| Miguel Angel Estrella       | Argentinië          | 1989              | Bevordering van een cultuur van vrede en tolerantie door middel van muziek |
| Vigdís Finnbogadóttir       | IJsland             | 1998              | Bevordering van taalkundige diversiteit, vrouwenrechten, scholing |
| Firyal van Jordan           | Jordanië            | 1992              | Bevordering van Education for All-initiatief, humanitaire acties, Werelderfgoedlijst, vrouwenrechten |
| Ivry Gitlis                 | Israël              | 1990              | Bevordering van een cultuur van vrede en tolerantie |
| Christine Hakim             | Indonesië           | 11 maart 2008     | Onderwijzereducatie in Zuidoost-Azië |
| Bahia Hariri                | Libanon             | november 2000     | Bescherming van Werelderfgoed, scholing, cultuur, vrouwenrechten en duurzame ontwikkeling in de Arabische wereld |
| Vitaly Ignatenko            | Rusland             | 2008              | Bevordering van de capaciteiten van de journalisten in het Russisch en van de vrije verkeer van ideeën in de Russischtalige wereld |
| Jean-Michel Jarre           | Frankrijk           | 1993              | Milieubescherming (duurzame energie, water, tegen woestijnvorming), jeugd en tolerantie, bescherming werelderfgoed |
| Nasser David Khalili        | Verenigd Koninkrijk | 2012              | |
| Marc Ladreit de Lacharrière | Frankrijk           | 27 augustus 2009  | Bevordering van scholing en cultuur voor sociale cohesie, antidiscriminatie, gelijke kansen |
| Lalla Meryem                | Marokko             | juli 2001         | Bescherming van de kinderjaren en vrouwenrechten |
| Omer Zülfü Livaneli         | Turkije             | 1996              | Bevordering van vrede en tolerantie door muziek en bevordering van mensenrechten |
| Sirindhorn van Thailand     | Thailand            | 24 maart 2005     | Empowerment van minderheden-kinderen en behoud van immaterieel cultureel erfgoed |
| Jean Malaurie               | Frankrijk           | 17 juli 2007      | Leiding over de Noordpoolkwesties, milieukwesties, cultuurbescherming en kennis van de volken van de Arctis |
| Nelson Mandela              | Zuid-Afrika         | 12 juli 2005      | Strijd tegen apartheid en discriminatie in zijn land en wereldwijd, verzoening tussen gemeenschappen, engagement voor democratie, rechtsgelijkheid en scholing, steun voor de onderdrukten in de wereld, bijdrage aan internationale vrede en begrip |
| Maria Teresa Mestre         | Luxemburg           | 1997              | Scholing, vrouwenrechten, microfinanciering en campagne tegen armoede |
| Lily Marinho                | Brazilië            | 1999              | Bevordering van een cultuur van vrede, armoedevraagstukken |
| Rigoberta Menchu Túm        | Guatemala           | 1996              | Bevordering van een cultuur van vrede, bescherming van rechten van inheemse bevolkingen |
| Kitín Muñoz                 | Spanje              | 1997              | Bescherming en bevordering van inheemse culturen en hun omgeving |
| Ute-Henriette Ohoven        | Duitsland           | 1992              | Speciale ambassadeur voor onderwijs aan kinderen in nood |
| Cristina Owen-Jones         | Italië              | 2004              | Preventie-educatieprogramma hiv/aids |
| Phan Thị Kim Phúc           | Vietnam             | 1994              | Bescherming en scholing voor kinderen, wezen en onschuldige oorlogsslachtoffers |
| Susana Rinaldi              | Argentinië          | 1992              | Straatkinderen, cultuur van vrede |
| Yazid Sabeg                 | Frankrijk           | 16 februari 2010  | Bevordering van gelijkheid, culturele diversiteit en van jongeren en steun aan digitalisering van kennis |
| Ghassan I. Shaker           | Saoedi-Arabië       | 1989              | Fondsenwerving, kinderen en vrouwen in nood, oorlogsslachtoffers, scholing, microfinanciering |
| Madanjeet Singh             | India               | 16 november 2000  | Oprichter van de South Asia Foundation, die regionale samenwerking bevordert door scholing en duurzame ontwikkeling |
| Zoerab Tsereteli            | Georgië             | 1996              | Culturele en artistieke projecten |
| Giancarlo Elia Valori       | Italië              | 2001              | Bescherming van immaterieel cultureel erfgoed |
| Marianna Vardinoyannis      | Griekenland         | 1999              | Bescherming van de kinderjaren, bevordering van culturele Olympische Spelen, humanitaire hulp voor oorlogsslachtoffers |
| Milú Villela                | Brazilië            | 10 november 2004  | Actie van vrijwilligers en basisonderwijs in Latijns-Amerika |
| Ereambassadeur              |                     |                   | |
| Laura Bush                  | Verenigde Staten    | 13 februari 2003  | Ereambassadeur voor de UNESCO voor het Decennium van Analfabetisme van de Verenigde Naties (2003-2012) |

## Voormalig ambassadeur
| Naam                   | land                            | periode   |
| ---------------------- | ------------------------------- | --------- |
| Yehudi Menuhin         | Rusland                         | 1992-1999 |
| Mstislav Rostropovitsj | Zwitserland Verenigd Koninkrijk | 1998-2007 |